# Sammenslutningen af Medieforskere i Danmark
Sammenslutningen af Medieforskere i Danmark (SMID, engelsk Society of Media Researchers In Denmark) er en dansk forening, som er grundlagt i 1976 med det formål at lave et forum for danske medieforskere. SMID har ca. 50 medlemmer, som kommer fra både universitetsverdenen og andre institutioner, hvor man arbejder med medieforskning, herunder DR Medieforskning.
Foreningen udgiver tidsskriftet MedieKultur.